# 沈正韻
沈正韻（英語：Jen Sheen，1957年2月20日—），原籍台灣的美國科學家，中華民國中央研究院院士。

## 生平
1957年2月20日出生於台灣屏東縣屏東市，父親為沈先禎，母親為沈章兆男，排行第五，為么女，上有兄三人姊一人。父親沈先禎(原名：沈兆嵩，福建詔安人)曾任教屏東縣新園國中，母親沈章兆男為屏東市復興國小退休教師。
沈正韻初中畢業後即負笈北上求學，畢業自臺北市立中山女子高級中學、國立台灣大學植物學系、1986年於哈佛大學取得細胞暨發展生物學系博士學位，即於該校任教至今。目前擔任哈佛大學醫學院遺傳學講座教授，也擔任中央研究院植物暨微生物學研究所學術諮詢委員。
沈正韻專長「植物分子生物學」與「植物訊號傳導」等領域。她首先發展出一套高產能的方法，標記出超過30種基因，對玉蜀黍中的C4光合作用極為關鍵。由於玉蜀黍能夠執行極高效率的光合作用，此項研究成果，對於作物生產、生質能源與油的製造極為重要。此外，在先天免疫、二次代謝逆境、葡萄糖、能量感受與訊號傳送的研究中，沈正韻亦解開從植物到人類皆稱演化保守（evolutionarily conserved）的分子機制。不僅啟蒙了對哺乳界/人類系統的研究，並且對農業發展與環境保護中的植物遺傳控制，建立新的體察。
2008年，沈正韻獲選為台灣中央研究院生命科學組院士。2009年，沈正韻獲選為全世界最大的科學學術組織美國科學促進會新任會士。

## 外部連結
- 沈正韻院士基本資料